# Aleksiej Rastworcew
Aleksiej Petrowicz Rastworczew (ros. Алексей Петрович Растворцев) (ur. 8 sierpnia 1978 roku w Biełgorodzie) – rosyjski piłkarz ręczny, reprezentant Rosji. Gra na pozycji lewego rozgrywającego. Obecnie występuje w rosyjskim Czechowskije Miedwiedi. W 2004 roku zdobył brązowy medal igrzysk olimpijskich.

## Sukcesy

### Igrzyska olimpijskie
- (2004)

### Puchar Rosji
- (2009, 2010)

### Puchar Zdobywców Pucharów
- (2006)

### Mistrzostwo Rosji
- (2004, 2005, 2006, 2007, 2007, 2009, 2010)